# Air-Rhodesia-Flug 827
Am 12. Februar 1979 stürzte eine Vickers Viscount auf dem Air-Rhodesia-Flug 827 ab, nachdem das Flugzeug von einer Boden-Luft-Rakete getroffen worden war.

## Verlauf
Kurz nach dem Start vom Flughafen Kariba traf eine Flugabwehrrakete der Zimbabwe People’s Revolutionary Army (ZIPRA) die Maschine der Air Rhodesia am inneren linken Triebwerk (Triebwerk 2). Die ZIPRA war der militärische Arm der Zimbabwe African People’s Union. Das Flugzeug fing Feuer und stürzte unkontrolliert ab. Alle 59 Insassen kamen ums Leben. Es ist der bislang schwerste Flugunfall in Simbabwe.

## Sonstiges
Nur fünf Monate zuvor schoss die ZIPRA den Air-Rhodesia-Flug 825 ab, ebenfalls eine Vickers Viscount der Gesellschaft.